# Антоній (Ніколаєвський)
Анто́ній (в миру Веніамін Іванович Ніколаєвський; 1818, село Добриця, Костромська губернія, Російська імперія - 15 квітня 1889 році, Пенза, Російська імперія) — єпископ Російської православної церкви у добу Російської імперії, єпископ Пензенський і Саранський.

## Біографія
Народився в 1820 році в селі Добриця Костромської губернії в родині диякона.
Після закінчення Костромської духовної семінарії в 1837 році вступив до Санкт-Петербурзької духовної академії.
У 1841 році закінчив повний курс  Санкт-Петербурзької духовної академії зі ступенем старшого  кандидата богослов'я.
У серпні 1841 року призначений викладачем в Нижегородську духовну семінарію, в якій в різний час викладав: фізику, математику, природну історію, сільське господарство,  єврейську і німецьку мову і вчення про богослужбові книги. Крім виконання своїх прямих обов'язків він був помічником інспектора та секретарем правління семінарії.
5 вересня 1851 року  пострижений в чернецтво 7 вересня висвячений на ієродиякона, а 7 жовтня - у ієромонаха.
З 1852 року - помічник ректора семінарії, одночасно виконував посаду секретаря і члена семінарського правління.
8 листопада 1855 переведений в  Тамбовську духовну семінарію інспектором і викладачем  Священного Писання. 10 березня 1857 возведений у сан архімандрита. У 1858 році деякий час був на посаді ректора.
16 травня 1859 року призначений ректором  Катеринославської духовної семінарії.
У період ректорсько-викладацької діяльності заслужив славу «ввічливого, ласкавого, однаково хорошого з викладачами та учнями».
19 лютого 1867 хіротонізований на єпископа Старицького, вікарія Тверської єпархії.
З 31 березня 1873 року - єпископ Єнісейський і Красноярський.
Незважаючи на велику протяжність єпархії, єпископ Антоній постійно їздив до найвіддаленіших її кінців, долаючи при цьому великі труднощі. Подорож здійснював і на плотах, і на конях. У кожну поїздку проїжджав до 1500-2000 кілометрів.
Преосвященний Антоній особливо дбав про розвиток серед духовенства місіонерської діяльності для навернення іновірців у православ'я. Одного разу в селі Аскіз, Мінусинського округу Єнісейської губернії він особисто похрестив у річці Аскіз до 3000 іновірців.
Велику увагу преосвященний Антоній приділяв розвитку духовної освіти в єпархії, особисто відвідував семінарії і духовні училища, нагороджував і заохочував найбільш гідних вихованців.
В особистому житті був суворим аскетом, відрізнявся найбільшою поблажливістю, простотою, щирістю, гостинністю, привітністю і їх цілковитою фінансовою і майновою аскезою.
У 1881 році в Красноярську пожежею було знищено до 2000 будинків і різних будівель. Преосвященний Антоній очолив комітет з надання допомоги постраждалим, причому допомога надавалася всім незалежно від віросповідання. Їм було роздано до 60 тис. руб. відповідно до дійсних потреб потерпілих. Один зі співробітників єпископа Антонія по комітету писав: 
|  | «Якщо погорільці задоволені більш-менш справедливо, то, після Бога, вони повинні дякувати владиці Антонію. Це був воістину служитель Бога, що мислив і діяв безсторонньо». |

15 травня 1881 переведений на Пензенську кафедру.
Помер 15 квітня 1889 року в Пензі.